# Жълтуша
Жълту̀ша е село в Южна България, община Ардино, област Кърджали. Населението му е около 685 души (15 март 2024).

## География
| Население по години | Население по години |
| ------------------- | ------------------- |
| 1934 г.             | 1098 души           |
| 1946 г.             | 1345 души           |
| 1956 г.             | 1469 души           |
| 1975 г.             | 1469 души           |
| 1985 г.             | 1460 души           |
| 1992 г.             | 1247 души           |
| 2001 г.             | 1239 души           |
| 2011 г.             | 982 души            |
| 2015 г.             | 874 души            |
| 2019 г.             | 759 души            |
| 2022 г.             | 726 души            |

Село Жълтуша се намира в източната част на Западните Родопи, на 15 – 20 km западно от границата им  с Източните Родопи, на около 30 km запад-югозападно от град Кърджали и 9 km югозападно от град Ардино. Слави се с красива природа и характерните за този край стари букови и борови гори.
Селото е разположено върху рид с дължина около 2 km и ширина около километър, изтеглен в направление приблизително запад – изток. Надморската височина при джамията е около 660 m.
Жълтуша има връзка чрез общински пътища с третокласните републикански път III-865 – на север, и републикански път III-8652 – на изток, както и с околните села.
При преброяването на населението към 1 февруари 2011 г., от обща численост 982 лица, за 779 лица е посочена принадлежност към „българска“ етническа група, за 3 – към други, за 4 – не се самоопределят и за 196 не е даден отговор.

## История
Според преданията, името на селото идва от героичния подвиг на легендарна родопска девойка „Жълтото момиче“ (в смисъл русото, златното момиче) при отбраната на крепостта Устра (над село Припек, община Джебел), която смело води своя организирана бойна дружина срещу войската на османския военачалник Енихан баба, избил множество българи при нашествието си през 1371 – 1373 г. и удавил в кръв непокорната Родопа. След едноседмични неравни боеве между многобройната турска войска и нейната дружина, крепостта е била превзета от турците. Героичната родопска девойка се връща, за да брани родното си село, като отново влиза в героичен бой с войската на настъпващия Енихан баба. Бива убита от турците непосредствено пред своето село, за което тя се е сражавала до последната си минута. Легендарната родопчанка е била много красива – руса и синеока. Останал удивен от смелостта и хубостта на убитата девойка, Енихан баба възкликнал: Машшаллах! Такава смела гяурка и красива саръ къз очите ми не са виждали по моя път. Оттогава нейното село носи името Саръ къз, наричано накратко Сарик (в превод от турски – „Жълто момиче“), а по-късно Жълтуша.
Селото – тогава с име Саръ̀ къс – е в България от 1912 г. Преименувано е на Жълтуша с министерска заповед № 2820, обнародвана на 14 август 1934 г.
Към 31 декември 1934 г. село Жълтуша се е състояло от махалите Главник (Хасан башлар), Енювче (Гергир дере), Киселец (Ахмед ходжа), Кьосевци, Лобода (Пачилар), Седларци (Семерджилер) и Уручевци.
През 1968 г. от село Жълтуша се отделя село Еньовче, през 1981 г. – село Седларци, а през 1986 г. – село Главник.
Във фондовете на Държавния архив Кърджали се съхраняват документи от съответни периоди на/за:
- Списък на фондове от масив „K“:

– Начално училище – с. Жълтуша (Саръ̀ Къс), Кърджалийско; фонд 120K; 1927 – 1961; Промени в наименованието на фондообразувателя:
> Начално училище – с. Саръ Къс, Кърджалийско (1926 – 1934);
> Начално училище – с. Жълтуша, Кърджалийско (1934 – 1944);
- Списък на фондове от масив „С“:

– Народно основно училище „Отец Паисий“ – с. Жълтуша, Кърджалийско; фонд 594; 1947 – 1985; Промени в наименованието на фондообразувателя:
> Народно начално училище „Отец Паисий“ – с. Жълтуша, Кърджалийско (1944 – 1951);
> Народно основно училище „Отец Паисий“ – с. Жълтуша, Кърджалийско (1952–).

## Население
Преброяване на населението през 2011 г.
Численост и дял на етническите групи според преброяването на населението през 2011 г.:
|                     | Численост | Дял (в %) |
| Общо                | 982       | 100,00    |
| Българи             | 779       | 79,32     |
| Турци               | 0         | 0,00      |
| Цигани              | 0         | 0,00      |
| Други               | 3         | 0,30      |
| Не се самоопределят | 4         | 0,40      |
| Неотговорили        | 196       | 19,95     |

## Обществени институции
Село Жълтуша към 2020 г. е център на кметство Жълтуша, което обхваща селата Главник и Жълтуша.
В село Жълтуша има джамия, действащо към 2017 г. читалище „Родопска искра 1961“. и действащо към 2020 г. общинско основно училище „Отец Паисий“. Предлагат се и интересни извънкласни дейности и изучаване на чужди езици.

## Икономика
В селото има мандра за производство на млечни продукти (сирене, кашкавал, кисело мляко).
Почвено-климатичните условия са подходящи за отглеждане на картофи, тютюн, фасул, царевица и други.